# Claus Peymann kauft sich eine Hose und geht mit mir essen
Claus Peymann kauft sich eine Hose und geht mit mir essen ist ein Dramolett des österreichischen Schriftstellers Thomas Bernhard aus dem Jahr 1986. Es ist gleichzeitig der Titel der 1990 beim Suhrkamp-Verlag erschienenen Buchausgabe, in der die eine Trilogie bildenden Einakter Claus Peymann verlässt Bochum und geht als Burgtheaterdirektor nach Wien, Claus Peymann kauft sich eine Hose und geht mit mir essen und Claus Peymann und Hermann Beil auf der Sulzwiese zusammengefasst sind.

## Trilogie
Thomas Bernhard widmete die Trilogie dem damaligen Burgtheaterdirektor Claus Peymann und seinem Dramaturgen Hermann Beil. Im ersten Einakter lässt er Claus Peymann mit seiner Sekretärin Fräulein Schneider auftreten, im zweiten Peymann mit ihm (Thomas Bernhard) selbst und im letzten Peymann mit Hermann Beil. Die drei Einakter waren ursprünglich nicht zur Aufführung bestimmt. Das erste Dramolett über den Umzug nach Wien wurde jedoch bereits 1986 zum Abschiedsfest Peymanns am Schauspielhaus Bochum in der Inszenierung von Hermann Beil uraufgeführt. Die ganze Trilogie wurde 1990 in der Inszenierung von Carlo Cecchi am Teatro Niccolini in Florenz uraufgeführt.

## Handlung
Die Figuren, die die Namen realer Personen tragen, üben in allen drei Einaktern alltägliche, nahezu banale Tätigkeiten aus, während sie wichtige berufliche Entscheidungen treffen.
Claus Peymann verlässt Bochum und geht als Burgtheaterdirektor nach Wien
Der erste Einakter spielt in Bochum. Claus Peymann und Fräulein Schneider führen in Peymanns Büro ein Gespräch und bereiten die Umsiedlung nach Wien vor, wohin Peymann als neuer Burgtheaterdirektor berufen worden ist. Die Vorbereitungen des Umzugs werden mit absurden Mitteln dargestellt: Peymann packt die Schauspieler und seinen Lieblingsdramaturgen als Puppen in seinen Koffer ein.
Claus Peymann kauft sich eine Hose und geht mit mir essen
Im zweiten Einakter gehen Thomas Bernhard und Claus Peymann, nachdem der letztere eine neue Hose gekauft hat, die Kärntner Straße auf und ab und dann in ein Wiener Restaurant Rindsuppe essen und führen ein Gespräch über das Theater, unter anderem über die Gestaltung des neuen Spielplans. Das Motiv des Hosenkaufs findet sich bereits in Bernhards Erzählung Gehen.
Claus Peymann und Hermann Beil auf der Sulzwiese
Im dritten Minidrama macht Peymann mit Hermann Beil einen Ausflug auf die Sulzwiese am Kahlenberg, und sie philosophieren bei einer Jause (sie essen kalte Schnitzel). Oft zitiert wird die Aussage Peymanns in diesem Teil, dass er „den ganzen Shakespeare an einem Abend“ aufführen will, und noch dazu die Sonette. Beil bejaht beinahe jeden Satz von Peymann mit „Natürlich“.

## Darsteller und Inszenierungen
Die Rolle von Claus Peymann spielte in der Originalbesetzung Martin Schwab und die anderen Rollen Kirsten Dene. Die Inszenierung wurde mit den zwei anderen Dramoletten erweitert in der Neuinszenierung von Philip Tiedemann 1999 vom Akademietheater übernommen und im selben Jahr zum Berliner Theatertreffen eingeladen.
Im März 2001 gelangten die Dramolette auf den Spielplan des Berliner Ensembles. Seitdem wurde das Stück oft in verschiedenen Besetzungen, nicht nur in den deutschsprachigen Ländern gespielt. Bei den Wiener Festwochen 2006 wurden die Dramolette in einer neuen Inszenierung von Claus Peymann aufgeführt, in dieser Produktion spielten Claus Peymann und Hermann Beil sich selbst. Dieses Ereignis wurde vom ORF aufgezeichnet und am 10. September 2006 ausgestrahlt.

## Adaption von Benjamin von Stuckrad-Barre
In der Harald Schmidt Show vom 13. Juni 2001 auf Sat.1 wurde das Dramolett Claus Peymann kauft sich keine Hose, geht aber mit essen aufgeführt, eine Parodie des Bernhard-Texts von Benjamin von Stuckrad-Barre, der im März als Interview auf den Berliner Seiten der FAZ erschienen war. Peymann wurde von Harald Schmidt gespielt, Benjamin von Stuckrad-Barre spielte sich selbst und Manuel Andrack die Rolle des Hosenverkäufers. Im November 2001 wurde das Dramolett am Berliner Ensemble aufgeführt.

## Ausgaben
- Thomas Bernhard: Claus Peymann kauft sich eine Hose und geht mit mir essen. Suhrkamp, Frankfurt am Main 1990, ISBN 3-518-38722-7.
  - Italienische Übersetzung: Thomas Bernhard: Claus Peymann compra un paio di pantaloni e viene a mangiare con me e altri Dramoletti (Un pranzo tedesco, Tutto o niente: una cerimonia tedesca, Gelati, Assoluzione, Claus Peymann compra un paio di pantaloni e viene a mangiare con me). A cura di Elisabetta Niccolini. Milano: Ubulibri, 1990.